# Charlie Creath
Charles Cyril „Charlie“ Creath (* 30. Dezember 1890 in Ironton, Missouri; † 23. Oktober 1951 in Chicago, Illinois) war ein US-amerikanischer Trompeter, Saxophonist, Akkordeon-Spieler und Bandleader des traditionellen Jazz.

## Leben
Creath spielte in Wanderzirkussen und in Theaterbands in den 1900er Jahren und zog um 1919 nach St. Louis. Dort leitete er Musikbands auf den Dampfschiffen der Streckfus Company, die auf dem Mississippi zwischen New Orleans und St. Louis fuhren. Seine Formationen waren dort so populär, dass er in den 1920er Jahren mehrere Bands unter seinem Namen führte, teilweise geleitet von seiner Schwester Marge (1899–1982). Auf dem Schiff SS Capitol leitete er mit Fate Marable 1927 zusammen eine Band. Er und Marable spielten (nach seiner Krankheit) wieder von 1935 bis 1938 zusammen; am Ende der Dekade eröffnete Creath einen Nachtclub in Chicago. Während des Zweiten Weltkriegs arbeitete er in einer Flugzeugfabrik und zog sich aus gesundheitlichen Gründen 1945 aus dem Berufsleben zurück.
Zu den Mitgliedern von Creaths Bands gehörten, abgesehen von seinem Schwager Zutty Singleton, Ed Allen, Pops Foster, Jerome Don Pasquall, William Thornton Blue und Lonnie Johnson. Als Leader nahm er zwischen 1924 und 1927 für Okeh Records auf.